# Apostle of Hustle
Apostle of Hustle ist eine Indie-Rockband aus Toronto, Kanada. Sie wurde im Jahr 2001 von Andrew Whiteman gegründet.

## Geschichte
Andrew Whiteman war bereits vor der Gründung von Apostle of Hustle in mehreren anderen Bands, darunter Bourbon Tabernacle Choir und Que Vida, aktiv. 2001 trat er als Leadgitarrist dem Bandkollektiv Broken Social Scene bei. Während eines zweimonatigen Aufenthalt bei der Familie seiner Großmutter in Havanna lernte er die Tres zu spielen, eine kubanische Gitarrenart mit drei Saiten. Diese Erfahrung beeinflusste ihn bereits bei der Arbeit am Album You Forgot It in People von Broken Social Scene.
Aus dem Wunsch heraus, sich noch intensiver mit lateinamerikanischer Musik auseinanderzusetzen, gründete er zusammen mit Julian Brown und Dean Stone Apostle Of Hustle. Die Band war als Quartett geplant und trat zunächst in kleineren Lokalen auf. Bei diesen Liveauftritten wurde die offene vierte Position wurde mit verschiedenen Musikern aus der Torontoer Musikszene besetzt, darunter auch dem Conga-Trommler Daniel Stone und Bryden Baird, der mit Leslie Feist auftritt.
Die Band spielte zu Beginn sowohl traditionelle brasilianische und kubanische Musik, als auch Covers von Tom Waits, PJ Harvey und Marc Ribot.
Folkloric Feel, das Debütalbum von Apostle of Hustle, erschien im Sommer 2004 beim Label Arts & Crafts. Das Album wurde zeitlich versetzt an vier verschiedenen Orten aufgenommen. Als Grund dafür gibt Whiteman an, dass er zu dieser Zeit der Arbeit mit Broken Social Scene Vorrang gab. 2007 folgte National Anthem of Nowhere, welches zum Teil in Whitemans eigenem Schlafzimmer aufgenommen wurde. Auf diesem Album sind auch Liam O’Neil von The Stills, Evan Cranley und Chris Seligman von Stars und Lisa Lobsinger, die seit 2006 bei Broken Social Scene singt, zu hören.

## Diskografie

### Alben
- Folkloric Feel (2004)
- National Anthem of Nowhere (2007)
- Eats Darkness (2009)

### EPs
- Lemon Tree (2004)
- My Sword Hand's Anger (2007)
- U King (2007)